# Assamdwergkruiplijster
De assamdwergkruiplijster (Napothera malacoptila synoniem: Rimator malacoptilus) is een zangvogel uit de familie Pellorneidae.

## Verspreiding en leefgebied
Deze soort komt voor van de Himalaya van noordoostelijk India tot zuidelijk China.